# 白泰山
白泰山（はくたいさん）は、埼玉県秩父市にある標高1,793.9mの山である。奥秩父の山域の一つ。
付近に東大演習林（5,800ha余り）があり、原生林が残されている。シャクナゲ尾根にシャクナゲが生える。白泰山避難小屋は、栃本（関所跡） - 十文字峠の尾根道の道中にある二里観音が在る所。二里観音の側にのぞき岩という岩があり、展望がある。

## 栃本 - 十文字峠の尾根道
栃本 - 一里観音 - 白泰山 - 二里観音 - 赤沢山 - 三里観音 - 大山 - 四里観音 - 大山（左記の大山とは別の山） - 十文字峠

## 周辺にある小屋
- 白泰山避難小屋

## 隣接する山
- 赤沢山
- 大山
- 十文字峠